# Fenfushi (Thaa)
Pour les articles homonymes, voir Fenfushi.
Fenfushi est une petite île inhabitée des Maldives.  

## Géographie
Fenfushi est située dans le centre des Maldives, au Sud-Est de l'atoll Kolhumadulu, dans la subdivision de Thaa. 